# Hurra, wir dürfen zahlen
Hurra, wir dürfen zahlen ist ein Sachbuch der deutschen Wirtschaftsjournalistin und Publizistin Ulrike Herrmann, das 2010 erschien. Herrmann vertritt darin die Auffassung, dass die Mittelschicht in Deutschland hinsichtlich ihrer Rolle in der Gesellschaft einem politisch durch Lobbyisten und Medien geförderten „Selbstbetrug“ unterliegt, bei dem sie sich selbst dünkelhaft als Teil der privilegierten und sozial abgeschotteten Elite im Bündnis mit der „Oberschicht“ betrachtet.

## Inhalt
Die Mittelschicht sieht sich dabei zugleich als Zahlmeister für die propagandistisch als „Sozialschmarotzer“ diffamierte „Unterschicht“, in die aber ein immer größer werdender Teil der Mittelschicht abzurutschen droht.
„Die Mittelschicht hat eben das Gefühl, dass der Staat nur noch dazu da sei, die faule Unterschicht zu alimentieren, und sieht gar nicht, dass eigentlich die Mittelschicht sehr stark genau von diesem Staat doch profitiert, beispielsweise wenn es um das Schulwesen geht. Und dann ist die Mittelschicht eben bereit, zum Beispiel in Privatschulen auszuweichen, obwohl das eigentlich sehr viel teurer ist für sie, als wenn sie das über Steuern finanzieren würde.“
Die Mittelschicht verliert immer mehr an Boden, da ihre Einkommen zurückbleiben, die Last der Steuern und Sozialleistungen wächst und sichere und einträgliche Vollzeitarbeitsplätze immer weiter abgebaut werden. Statt Kritik zu äußern, macht die Mittelschicht sich aber selbst zu den Handlangern der Reichen und des wieder zur Geltung kommenden Adels, indem sie das neoliberale Credo der Oberschicht und ihre Forderung nach Deregulierung, Steuersenkung, Lohnzurückhaltung für die internationale Wettbewerbsfähigkeit und Liberalisierung des Arbeitsmarktes blind übernimmt und sich mit immer weniger Einkommen „reich“ fühlt, solange ein Abstand zu Hartz IV noch spürbar ist: „Die deutsche Mittelschicht nimmt ihren eigenen Verlust nicht wahr, weil sie sich nach unten abgrenzen kann“.
„Die Reichen rechnen sich arm, während die Armen reich gerechnet werden. Damit verkehrt sich die Wahrnehmung, was eigentlich Ausplünderung ist. Es sind nicht mehr die Unternehmer, die ihre Angestellten ausbeuten – stattdessen beuten angeblich die Armen die Mittelschicht aus.“ 
Herrmann schließt ihre Darstellung mit einer Warnung vor dem Auseinanderbrechen der Gesellschaft durch Aufkündigung des der Verfassung zugrunde liegenden Konsenses eines gerecht verteilten Wohlstands und der Sozialbindung des Eigentums. Sie ruft zu einem neuen New Deal auf, in dem der Staat durch höhere Besteuerung des Reichtums an Vermögen, Erbschaften und Einkommen eine bislang erfolgreich tabuisierte Umverteilung bewirken soll.
„Da die »Mitte« noch immer die Mehrheit der Wähler stellt, kann der Impuls nur aus der Mittelschicht kommen. Sie sollte begreifen: Es ist Zeit für einen New Deal in Deutschland.“

## Rezensionen
Andrea Dernbach legt den Schwerpunkt ihrer Rezension in der Zeit darauf, dass das Lesen des Buches sie als Mittelschichtangehörige wütend auf sich selber mache. Die Deutschen erschienen als „reichlich neurotisches Volk, das sich, wie Psychologen wohl sagen würden, mit dem Aggressor, der Elite, überidentifiziert und einen mehr als getrübten Blick auf die Wirklichkeit hat.“ Das Kapitel über Bildung liefere die stärksten Argumente für einen „New Deal“.
Rudolf Walther von der Berliner Zeitung stellt in seiner zustimmenden Rezension vor allem die regierungspolitischen Bezüge dar. Unter der rot-grünen Regierung seien „zaghafte Widerworte“ gegen die Profite der Kapitaleigner als „Klassenkampfparolen“ denunziert worden. Wolfgang Clement habe eine Broschüre mit einem Bild-Zeitungs-Titel auf den Markt gebracht: „Vorrang für die Anständigen. Gegen Missbrauch, Abzocke und Selbstbedienung im Sozialstaat“. Die regierungsamtliche Hetze gegen Arbeitslose und die Geschenke für die Reichen hätten ihren Höhepunkt in der Liturgie der Schröder-Fischer-Hartz-Religion gefunden: „Fördern und fordern“.
Ernst Rommeney von Deutschlandradio Kultur kritisiert, dass die wohlhabende Oberschicht auch selbst als Elite bezeichnet wird. „Sie mag sich so fühlen, erfüllt aber mit Geld und Macht allein diesen Anspruch nicht. Mönche von alters her, aber ebenso Künstler, Forscher oder Politiker – nicht jeden, aber einige – zähle ich durchaus zur Elite, obschon sie selten reich oder gar adelig sind. Und so teilt die Mittelschicht zwar mit der Oberschicht Kultur, Bildung und auch Karrierechancen, nicht aber – und darauf will die Autorin ja hinaus – den finanziellen Erfolg.“ Die Konzeption des Buches enthalte einen Widerspruch: Die Mittelschicht, wie sie sie in ihrem Selbstverständnis erkläre, ist gerade nicht in der Lage, die Gesellschaft zu reformieren, sonst wäre die Diagnose Herrmanns falsch. Auch der Autor „muss gestehen, höhere Steuern auf Einkommen, Erbschaften und Vermögen würden mir nicht gefallen, weil ich fürchte, sie bewirkten das Gegenteil, nämlich den allgemeinen Verdruss über die Gesellschaft anzuheizen, anstatt den Gemeinsinn zu fördern.“ Nicht um die Reichen, sondern um die Armen müsse sich die Mittelschicht sorgen, weil soziale Ungleichheit auf lange Sicht den Wohlstand aller bedrohe.